# Armored Core VI: Fires of Rubicon
Armored Core VI: Fires of Rubicon (アーマード・コアVI　ファイアーズオブルビコン) é um jogo de combate veicular baseado em mecha desenvolvido pela FromSoftware e publicado pela Bandai Namco Entertainment. A primeira entrada na série Armored Core desde Armored Core: Verdict Day (2013), foi lançado para PlayStation 4, PlayStation 5, Microsoft Windows, Xbox One e Xbox Series X/S em 2023.

## História
Armored Core VI se passa em um planeta distante, Rubicon 3. Lá, a humanidade encontrou uma nova fonte de energia que poderia aumentar dramaticamente suas capacidades tecnológicas. No entanto, essa substância causou um evento cataclísmico, envolvendo todo o sistema estelar em chamas.  Após sua redescoberta meio século depois, a humanidade mais uma vez tenta obter controle sobre esse recurso misterioso.  O jogador controla um mercenário independente pilotando um dos Armored Cores titulares, assumindo trabalhos de mega corporações extraterrestres e grupos de resistência opostos.
O gameplay de Armored Core é bastante envolvente e único, proporcionando uma experiência empolgante no gênero de jogos de mechas. O jogo coloca os jogadores no controle de um "Armored Core", que é um robô de combate altamente personalizável e equipado com uma variedade de armas e acessórios.

## Desenvolvimento
Em setembro de 2016, o presidente da FromSoftware Hidetaka Miyazaki mencionou que uma nova entrada na série Armored Core estava em desenvolvimento inicial. Em janeiro de 2022, o desenvolvimento de uma nova parcela potencial da série Armored Core vazou devido a um teste de focus. O jogo foi anunciado formalmente em The Game Awards 2022 em dezembro. Está sendo dirigido por Masaru Yamamura, sua estreia no papel depois de ser o principal designer de jogos em Sekiro: Shadows Die Twice. Ele substituiu Miyazaki, que liderou o desenvolvimento inicialmente. Yasunori Ogura servirá como produtor do jogo.  Miyazaki e Yamamura esclareceram que não fizeram um esforço intencional para levar o jogo a um estilo de jogo Soulslike.

## Referência
1. 1 2 3  Romano, Sal (8 de dezembro de 2022). «Armored Core VI: Fires of Rubicon anunciado para PS5, Xbox Series, PS4, Xbox One e PC». Gematsu. Consultado em 20 de fevereiro de 2023
2. ↑  Henrique, Marlon (12 de agosto de 2023). «Armored Core VI: Fires of Rubicon | Tudo sobre o jogo da FromSoftware». Avance Games
3. ↑  Ashcraft, Brian (21 de setembro de 2016). «Miyazaki dá respostas claras sobre o futuro de Dark Souls e Armored Core». Kotaku. Consultado em 20 de fevereiro de 2023
4. ↑  Blake, Vikki (9 de janeiro de 2022). «Um novo jogo Armored Core está supostamente em desenvolvimento». GamesRadar. Consultado em 20 de fevereiro de 2023
5. ↑  «[AC6] "Armored Core 6" Vídeo de entrevista do produtor Ogura lançado no "Taipei Game Show 2023". Entrega a partir das 21:00 do dia 3 de fevereiro. ( (AC6)『アーマードコア6』"台北ゲームショウ2023"で小倉プロデューサーのインタビュー映像を公開。2月3日21時より配信).». Famitsu (em japonês). Janeiro de 2023. Consultado em 20 de fevereiro de 2023
6. ↑  Bailey, Kat (12 de dezembro de 2022). «Exclusivo: Os primeiros detalhes do Armored Core 6 com Hidetaka Miyazaki e Masaru Yamamura». IGN. Ziff Davis. Consultado em 20 de fevereiro de 2023